# Conan el Bárbaro
Conan el Bárbaro es una serie literaria de relatos y novelas creada en 1932 por el escritor Robert E. Howard publicados en la revista pulp Weird Tales. Conan, su protagonista, es un personaje arquetípico, el más famoso representante del género de la espada y brujería, y un clásico de la fantasía estadounidense del siglo XX. 
Sus relatos suelen ser clasificados dentro de la fantasía heroica o la espada y brujería. Desde su creación ha aparecido en libros, historietas, películas, programas de televisión, videojuegos o juegos de rol, así como también en otros medios. Vivió en la ficticia Era Hiboria, una época fantástica comprendida entre los años del hundimiento de Atlantis —una isla que Howard ideó basándose en el mito de la Atlántida— y los de las migraciones de los arios.

## Historia de la publicación

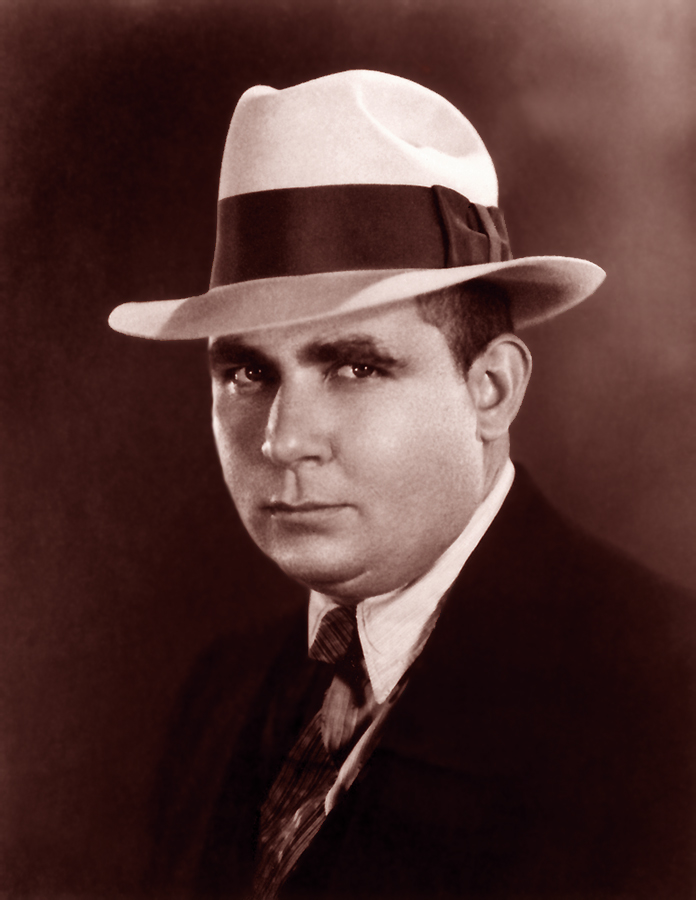
Robert E. Howard.

Conan de Cimmeria fue el sucesor de un personaje anterior de Robert E. Howard, Kull de Atlantis. Durante meses estuvo en busca de un nuevo personaje para el floreciente mercado de venta de relatos pulp de principios del decenio de 1930. En octubre de 1931, presentó un relato corto titulado People of the Dark (La gente de la oscuridad) a una nueva revista titulada Strange Tales of Mystery and Terror (Relatos extraños de misterio y terror) en junio de 1932. En dicha historia aparece Conan, un guerrero de pelo negro protegido por una deidad llamada Crom, que los estudiosos de Howard creen fue un esbozo de lo que vendría después.
En febrero de 1932 Howard tomó unas vacaciones en una ciudad fronteriza en la parte baja del río Bravo para disfrutar de la cultura local. Durante este viaje concibió el personaje de Conan y escribió el poema Cimmeria, gran parte del cual contiene extractos de las Vidas paralelas, de Plutarco.[cita requerida] Según ciertos autores es muy probable que se inspirara en el libro de Thomas Bulfinch The Outline of Mythology (El esbozo de la mitología, 1913) para la concepción de su Era Hiboria. Tras el viaje reescribió la historia de Kull By This Axe I Rule! (¡Con esta hacha gobierno!, mayo 1929) con un nuevo título, The Phoenix on the Sword (El fénix en la espada), y con Conan como protagonista, en febrero de 1932. También escribió The Frost-Giant's Daughter (La hija del gigante helado), inspirada en el mito griego de Dafne, y envió ambas a la revista Weird Tales, aunque solo la primera fue aceptada y publicada en diciembre de 1932.
Esta revista pulp norteamericana de ciencia ficción, fantasía y terror se hizo famosa por publicar relatos de notables autores como Howard Phillips Lovecraft, Clark Ashton Smith, Tennessee Williams, Robert Bloch, Seabury Quinn y otros. La gran aceptación de The Phoenix on the Sword por parte de los lectores hizo que el editor, Farnsworth Wright, pidiera a Howard que escribiera un ensayo de 8.000 palabras en el que se detallara la época de Conan. Howard escribió entonces el ensayo titulado The Hyborian Age (La Edad Hiboria) y lo usó como directriz para el trazado de su próximo relato, The Tower of the Elephant (La Torre del Elefante), el primero que integraba su nueva concepción de la Era Hiboria.
La publicación y el éxito de The Tower of the Elephant impulsó a Howard a escribir muchas más historias de Conan para Weird Tales. En el momento de su suicidio en 1936 había escrito veinte relatos (veintiuno contando la novela The Hour of the Dragon, en castellano La hora del dragón), quince de los cuales fueron publicados en vida del autor (dieciséis contando la novela), y varios fragmentos no finalizados. Tras su muerte, los derechos de autor pasaron por varias manos, pero finalmente bajo la dirección de L. Sprague de Camp y Lin Carter las historias fueron expurgadas, revisadas y reescritas, aunque durante cuarenta años las versiones originales de Howard no se imprimieron.
A mediados de los años 1960, la editorial norteamericana Lancer Books publicó una serie de doce tomos en los que se recopilaban las historias de Howard, así como las de Carter y Sprague de Camp, que pasarían a la historia por las ocho portadas que para esta edición elaboró el ilustrador Frank Frazetta, artista que establecería definitivamente los cánones estéticos que configurarían la imagen gráfica del personaje. Solo en 1977 con Berkley ediciones se hizo un intento de volver a los primeros textos publicados.
En los años 1980 y 1990, los titulares de los derechos de autor permitieron editar los relatos completos originales, además de continuar vendiendo versiones de otros autores. En 2000 se publicó una edición de la editorial británica Victor Gollancz Ltd, que publicó en dos volúmenes la edición completa de las historias de Howard como parte de su colección Fantasy Masterworks, entre ellos varios relatos que nunca habían sido impresos en su forma original. Dicha publicación utilizó principalmente las versiones de los relatos tal y como se publicaron en Weird Tales.
A partir de 2003 otra editorial británica, Wandering Star Books, empezó a publicar una edición completa y exhaustiva de los relatos de Conan a partir de los manuscritos originales de Howard, incluyendo notas, sinopsis y fragmentos inacabados. Se trata de una edición en tres volúmenes que a medida que iban siendo publicados en el Reino Unido, poco después lo eran también en Estados Unidos (aunque excepcionalmente el tercero fue publicado antes en Estados Unidos que en el Reino Unido). El primero fue publicado en 2003 por Wandering Star con el título Conan of Cimmeria: Volume One (1932–1933). Poco después, en ese mismo año, lo publicaba en Estados Unidos la editorial neoyorquina Ballantine/Del Rey con el título The Coming of Conan the Cimmerian (La llegada de Conan el Cimmerio).
Al año siguiente, en 2004, el volumen fue traducido al español por la editorial Timunmas como Conan de Cimmeria: Volumen I (1932-1933). En el Reino Unido el primer volumen de 2003 fue seguido en 2004 por Conan of Cimmeria: Volume Two (1934), que Ballantine/Del Rey publicó en Estados Unidos en 2005 bajo el título The Bloody Crown of Conan (La corona sangrienta de Conan). En ese mismo año, Timunmas tradujo este volumen al español con el título Conan de Cimmeria: Volumen II (1934). Wandering Star se demoró con la publicación del tercer volumen y por eso Ballantine/Del Rey lo publicó antes en Estados Unidos. Por tanto, fue primero publicado en 2005 con el título The Conquering Sword of Conan (La espada conquistadora de Conan) y no apareció en el Reino Unido hasta el año 2009, bajo el título que cerraba la edición británica: Conan of Cimmeria: Volume Three (1935–1936), pero para entonces la editorial Timunmas ya lo tenía traducido al castellano desde el año 2006, con el título Conan de Cimmeria: Volumen III (1935-1936).
De una manera general el primer volumen incluye los relatos escritos en 1932 y 1933, el segundo los relatos escritos en 1934 y el tercero los que fueron escritos en 1935 y 1936. Los tres juntos incluyen todos los relatos de Conan escritos por Howard y por orden de escritura y no de edición, tanto los ya editados como los que hasta entonces habían estado inéditos. Por otro lado, además de la edición progresiva de su traducción en tres volúmenes en cartoné, Timunmas también fue publicando progresivamente, entre 2005 y 2007, una edición de esa misma traducción, pero repartida en seis volúmenes en rústica, para hacerla más asequible. Esta edición iniciada por Wandering Star en el Reino Unido reúne los textos en una forma más académica e histórica y constituye en la actualidad la principal edición crítica de los relatos de Conan. Incluye notas de Howard sobre la concepción de su universo de ficción así como fragmentos de cartas y poemas acerca de la génesis de sus ideas. También incluye mapas de la Era Hiboria dibujados por Howard mismo.
Existen otros numerosos relatos y novelas tanto apócrifos como firmados por autores diferentes de Robert E. Howard, como Lyon Sprague de Camp, Lin Carter y otros. Las siguientes listas, sin embargo, solo exponen los escritos originales de Howard.

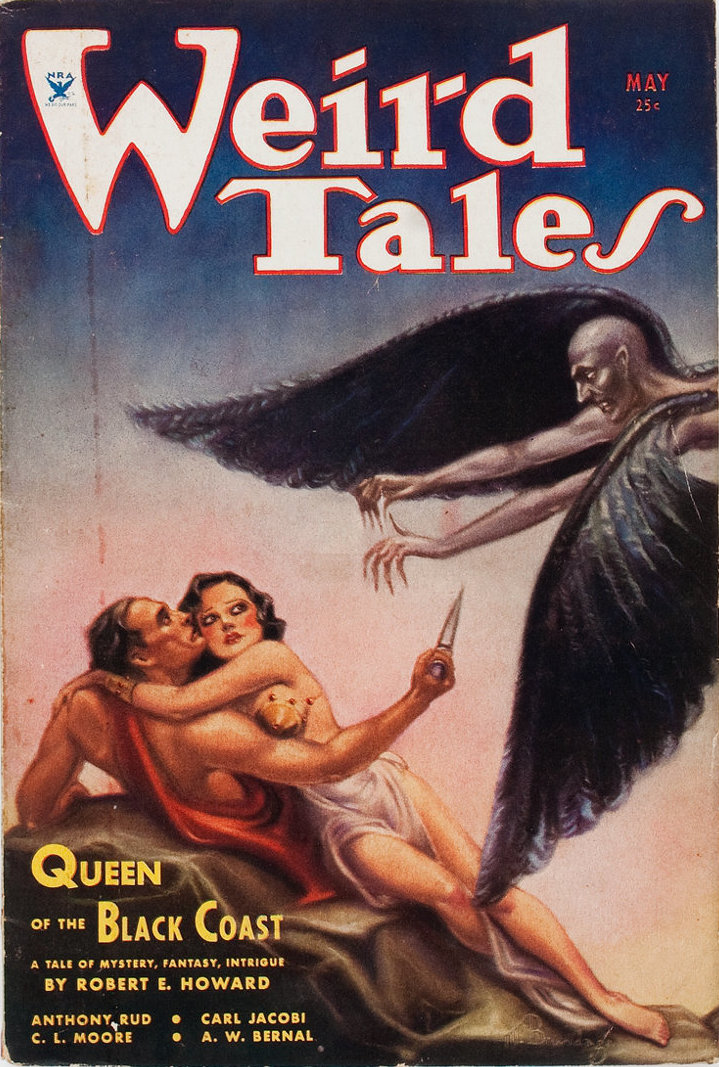
Queen of the Black Coast, publicado en el número de Weird Tales de mayo de 1934.

Relatos de Conan publicados en vida de Howard:
Nota: El orden de publicación no corresponde al orden en que los relatos fueron escritos.
1. El fénix en la espada (The Phoenix on the Sword, escrito en febrero de 1932, pero publicado en diciembre)
2. La ciudadela escarlata (The Scarlet Citadel, publicado en enero de 1933)
3. La Torre del Elefante (The Tower of the Elephant, publicado en marzo de 1933)
4. El coloso negro (Black Colossus, publicado en junio de 1933)
5. Xuthal del crepúsculo (Xuthal of the Dusk, publicado en septiembre de 1933 como The Slithering Shadow)
6. El estanque del negro (The Pool of the Black One, publicado en octubre de 1933)
7. Villanos en la casa (Rogues in the House, publicado en enero de 1934)
8. Sombras de hierro a la luz de la luna (Iron Shadows in the Moon publicado en abril de 1934 como Shadows in the Moonlight)
9. La reina de la Costa Negra (Queen of the Black Coast, publicado en mayo de 1934)
10. El diablo de hierro (The Devil in Iron, publicado en agosto de 1934)
11. El pueblo del Círculo Negro (The People of the Black Circle, publicado en tres partes: septiembre, octubre y noviembre de 1934)
12. Nacerá una bruja (A Witch Shall Be Born, publicado en diciembre de 1934)
13. Los sirvientes de Bit-Yakin (The Servants of Bit-Yakin, publicado en marzo de 1935 como Jewels of Gwahlur)
14. Más allá del río Negro (Beyond the Black River, publicado entre mayo y junio de 1935)
15. Los antropófagos de Zamboula (The Man-Eaters of Zamboula, publicado en noviembre de 1935 como Shadows in Zamboula)

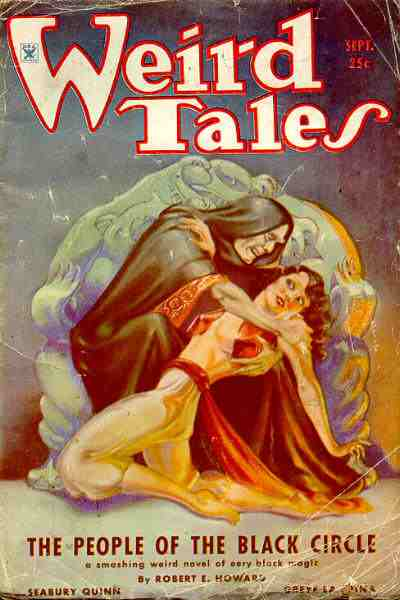
Número de septiembre de 1934 de Weird Tales, en el que se publicó The People of the Black Circle, el primero de los relatos del último período de los relatos de Conan.

Novelas de Conan publicadas en vida de Howard:
1. La hora del dragón (The Hour of the Dragon, novela escrita en mayo de 1934 y publicada entre diciembre de 1935 y abril de 1936 aunque conocida, por reediciones posteriores, como Conan the Conqueror); en castellano Ediciones Martínez Roca publicó esta novela en 1996 con el título Conan el Conquistador mientras que Timunmas publicó su traducción de 2006 con el título original, La hora del dragón.

Relatos de Conan publicados póstumamente:
Nota: El orden de publicación no corresponde al orden en que los relatos fueron escritos.
1. Clavos rojos (Red Nails, publicado en octubre de 1936)
2. El negro desconocido (The Black Stranger, publicado en febrero de 1953 como The Treasure of Tranicos. No se lo publicó por primera con el título original de Howard, The Black Stranger, hasta 1987)
3. El valle de las mujeres perdidas (The Vale of Lost Women, publicado en primavera de 1967)
4. El dios del cuenco (The God in the Bowl, publicado en 1975, versión original publicada inicialmente en una edición de The Tower of the Elephant)
5. La hija del gigante helado (The Frost-Giant's Daughter, publicado en 1976, versión original publicada inicialmente en una edición de Rogues in the House)

Relatos inacabados antes de la muerte de Howard:
1. Los tambores de Tombalku (Drums of Tombalku, fragmento)
2. La sala de los muertos (The Hall of the Dead, solo sinopsis)
3. La mano de Nergal (The Hand of Nergal, fragmento)
4. Lobos de allende la frontera (Wolves Beyond the Border, fragmento)
5. Un hocico en la oscuridad (The Snout in the Dark, fragmento)

En 1932 Howard también compuso el poema Cimmeria y escribió el ensayo La Edad Hiboria. También se conservan numerosas sinopsis inacabadas de Conan, algunas de ellas publicadas en diferentes colecciones y ediciones.

## Contenido de la obra

### Biografía
Hijo de un herrero de las tierras norteñas de Cimmeria, nació en un campo de batalla. A la edad de tan solo quince años tomó parte en el saqueo de Venarium, puesto fronterizo con Aquilonia, y poco después se unió a una banda de Aesir. En Vanaheim, conoció a un hechicero llamado Shaman que le mostró una visión del futuro en la que se coronaba rey del más poderoso de los reinos hiborios. Atravesó todas las naciones de la Era Hiboria durante varios años, interfirió en los planes del hechicero estigio Thoth-Amón, que fue uno de sus enemigos más recurrentes, y mientras fue mercenario en el mar Interior de Vilayet fue perseguido por los soldados del hechicero Kharam-Akkad, pero salvado por la mercenaria hirkania Red Sonja. Antes de asesinar al hechicero, este le mostró una visión en un espejo en la que aparecía representado como un león.
En el puerto de Messantia, se vio forzado a huir de las autoridades y se embarcó en la nave Argos, hacia Kush y los Reinos Negros. La nave fue atacada y hundida por el Tigress, barco pirata al mando de la shemita Bêlit, llamada «La Reina de la Costa Negra». Se enamoraron, y juntos se dedicaron a saquear las naves de los reinos hiborios durante dos años. Los nativos de las islas Negras lo llamaron Amra, el León, con lo que entendió el sentido de la profecía de Kharam-Akkad. Después del salvaje asesinato de Bêlit, fue tentado por el mago Zukala, para elegir entre preservar la vida de Red Sonja o recuperar a Bêlit. Decidió no sacrificar a la hirkania.
Fue pirata en las islas Barachanas, capitán de los bucaneros zingarios, mercenario en Estigia y los Reinos Negros, fue jefe del ejército aquilonio y hecho prisionero por el rey Numedides al que asesinó posteriormente, proclamándose rey de Aquilonia. Allí tomó por esposa a Zenobia a la cual tuvo que rescatar tras recorrer medio mundo y con la cual tuvo tres hijos: Conn, Taurus y Radegund. Después tuvo varias aventuras con su hijo Conn, pero tras un tiempo Zenobia murió y ante el peligro de las Sombras Rojas, abdicó su trono en favor del príncipe Conn, aventurándose hacia occidente en su barco El león rojo, desapareciendo en el mar Occidental.

### Era Hiboria

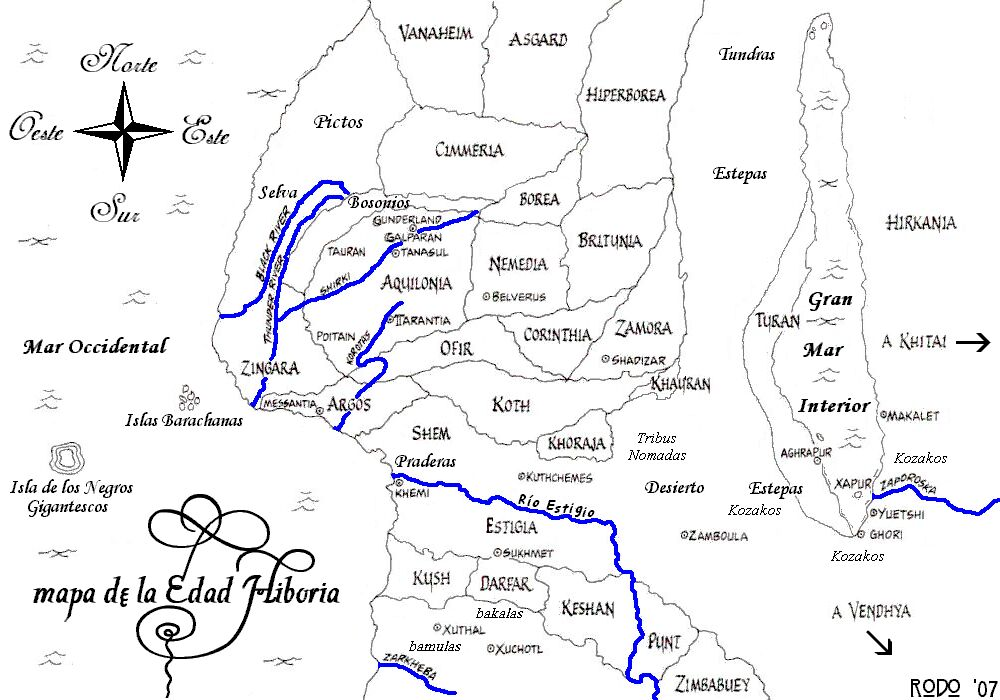
Mapa del continente thurio
durante la era Hiboria.

Las historias de Conan el Bárbaro ocurren en la ficticia Era Hiboria, que se forma tras la destrucción de la Atlántida y antes del ascenso de las civilizaciones conocidas. Esta es una época específica en un tiempo ficticio creado por Howard para varios relatos de fantasía.
Los motivos de la invención de esta época fueron quizás comerciales, pero Howard tuvo una gran afición por la historia y los dramas históricos; sin embargo, también reconoció las dificultades y el tiempo necesario para un trabajo de investigación, por lo que concibió una "época desaparecida" escogiendo nombres parecidos a los de la historia real, pero evitando anacronismos históricos.

### Características del personaje

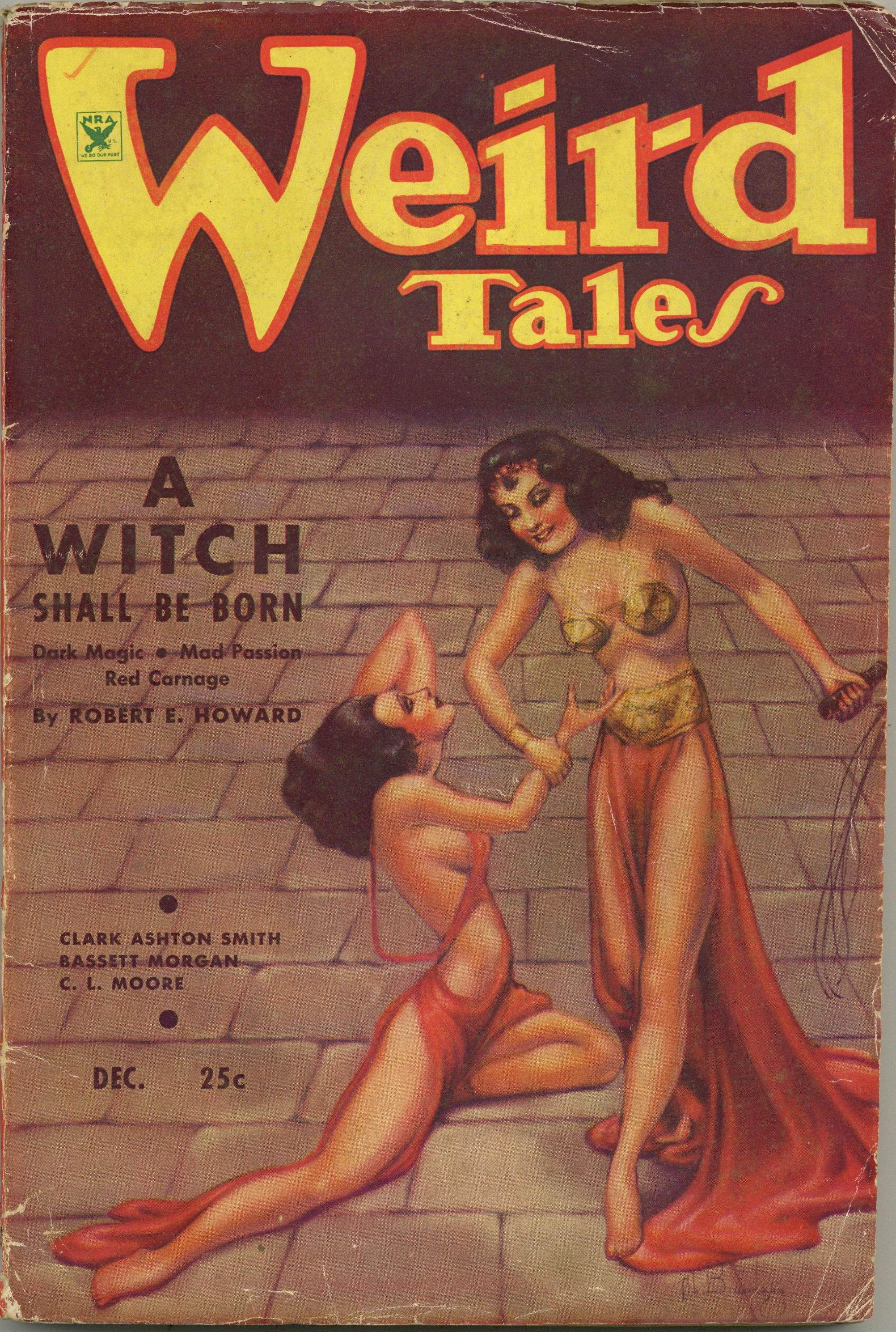
A Witch Shall Be Born, publicado en diciembre de 1934.

A lo largo de los relatos de Howard (que luego se recopilarían como novelas), Conan viaja desde su Cimmeria natal por la mayor parte de su mundo, siendo, entre otras cosas, ladrón, asesino, mercenario, pirata, soldado, general y, finalmente, rey de Aquilonia, el más poderoso de los reinos occidentales. Es un bárbaro, pero no un salvaje, ya que se da cuenta de los cambios que se producen en la civilización a la que en muchas ocasiones considera decadente y corrupta, por ejemplo cuando las leyes apoyan a los poderosos en lugar de servir a la justicia, ante lo que Conan se rebela. Tiene su propio código moral bárbaro, y la suficiente fuerza e inteligencia para burlar a la ley cuando lo necesita. La única diferencia entre él y el resto de los asesinos de su mundo es su particular sentido del honor.
Robert E. Howard inspiró su personaje en la ruda mentalidad del ciudadano rural del oeste estadounidense, para el cual la ley a veces no es siempre justa ni fácil de entender, sino una compleja trama de la que hábilmente sacan provecho los poderosos. Del mismo modo que los héroes del lejano oeste cumplen objetivos justicieros, aunque a veces sea al margen de la ley (y de la religión), Conan vive amoralmente entre pícaros y guerreros, luchando ocasionalmente por lo que él considera justo, sin esperar recompensa por ello.
Se rebela contra los hechiceros, al considerar la hechicería como un arte que no se basa en el mérito personal, sino en pactos y ayudas sobrenaturales que permiten a alguien débil dominar a los demás. Se enfrenta con frecuencia a los dioses-demonios que pueblan su mundo, a pesar de su profundo temor a lo sobrenatural, procedente de su herencia cultural, y aunque no rehúsa pactar ocasionalmente con algún hechicero o sacerdote que demuestre un comportamiento justo. El dios de los cimmerios, al que jamás rezan, es Crom, y otorga voluntad y fuerza al ser humano, pero no le concede ninguna otra merced en vida ni en el más allá.

## Influencias
Howard mantuvo una larga correspondencia y amistad con Howard Phillips Lovecraft, y los dos a veces insertaban en sus obras referencias de los trabajos del otro. Por ejemplo, los monstruos contra los que combate Conan, y los demonios de la Era Hiboria están inspirados en los monstruos Primigenios de Lovecraft.
Escritores posteriores adaptaron mucho el original de Howard, diluyendo en parte esta conexión. Sin embargo, muchas de las historias inéditas de Howard posiblemente tienen partes de los Mitos de Cthulhu. Otras historias de Howard, de Camp o Carter también usaron nombres de lugares geográficos de Clark Ashton Smith.

## Cronología
En un intento de crear una línea temporal coherente en las historias de Conan, varios cronólogos han publicado numerosos libros desde los años 1930. En 1936, A Probable Outline of Conan's Career fue el primer esfuerzo por ordenar sus aventuras por parte de P. Schuyler Miller y John D. Clark. Howard mantuvo correspondencia con Miller antes de su muerte sobre algunos cambios a realizar, y dos años más tarde se publicó en The Hyborian Age. Dicha cronología fue revisada posteriormente por Clark y L. Sprague de Camp en An Informal Biography of Conan the Cimmerian (1952). A Conan Chronology by Robert Jordan (1987) fue otra nueva cronología escrita por Robert Jordan e incluye todo el material hasta esa fecha. Otros aficionados como William Galen Gray, Joe Marek, Dale Rippke, Javier Martín Lalanda, Jim Neal, Manuel Barrero, Fernando Neeser de Aragão o Francisco Calderón también han realizado estudios sobre la cronología a seguir.

## Adaptaciones a otros medios

### Cómics

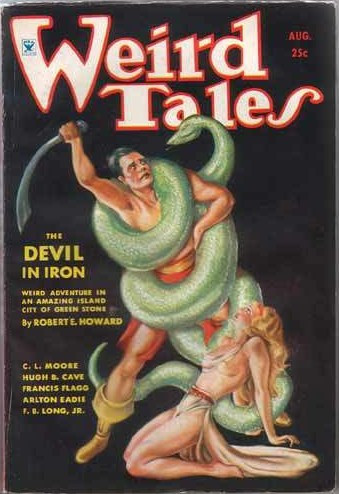
The People of the Black Circle, publicación de Weird Tales de septiembre de 1934.

Conan ha aparecido en historietas desde 1970 con pocas interrupciones. A partir de ese año y aparte de una historieta anterior no oficial publicada en México, los dos editores más importantes han sido Marvel Comics y Dark Horse. Marvel lanzó Conan the Barbarian (Conan el Bárbaro) de 1970 a 1993 y Savage Sword of Conan (La espada salvaje de Conan), además de otras cabeceras como "Savage Tales" ("Relatos Salvajes"), "Conan Saga" o "King Conan" ("Conan Rey"), de 1974 a 2000. Dark Horse lanzó por su parte su serie de Conan en 2003 y actualmente publica también compilaciones de las historietas de Marvel de los años 1970 en formato de novela gráfica.
Los relatos de Howard fueron adaptados más o menos de manera fiel por Marvel de la mano del guionista Roy Thomas y el dibujante Barry Windsor-Smith. Smith fue sustituido posteriormente por John Buscema, mientras Thomas siguió escribiendo muchos años. Otros escritores sobre Conan el Bárbaro fueron Stan Lee, Wally Wood, Jim Owsley (también llamado Christopher Priest) o Michael Fleisher. El escritor de Savage Sword of Conan fue Thomas y la mayor parte de los dibujos fueron realizados por Buscema, Alfredo Alcalá o Gil Kane. También fueron adaptadas como tira de prensa dominical desde el 4 de septiembre de 1978 al 12 de abril de 1981. Al principio escrito por Thomas e ilustrado por Buscema, después fue continuada por otros dibujantes y escritores. Marvel abandonó al personaje a finales de 2000.
En 2003, la editorial Dark Horse empezó su adaptación de la saga de Conan con el guion de Kurt Busiek y los dibujos Cary Nord. Tim Truman substituyó a Busiek en 2006 cuando este firmó un contrato exclusivo con DC Comics y Tomas Giorello sustituyó a Nord en 2007. Esta serie no respeta la continuidad de las historias de Marvel, pero si los relatos originales de Robert E. Howard. La primera parte se llamó Conan y se compuso de 50 tomos desde 2004 a 2008; la segunda parte se llamó Conan the Cimmerian (Conan el Cimmerio) y empezó en 2008.
En las traducciones al castellano de las historietas de Conan, el personaje siempre conservó su nombre original con excepción de una colección mexicana de principios de los años 1970: en dicha colección, publicada por la editorial EdiPres del 31 de agosto de 1971 al 30 de septiembre de 1973, el nombre de «Conan the Barbarian» fue substituido por «Vulcano el Bárbaro». En posteriores publicaciones mexicanas, como las de las series «Avestruz» y «Águila», que ediciones Novaro publicó en 1980 y 1981 respectivamente, el personaje fue traducido como «Conan el Bárbaro», el nombre habitual en las publicaciones de lengua española.
Recientemente, se anunció que Marvel Cómics recuperó los derechos, y solo desde 2019, luego de 18 años sin tener los derechos, la editorial volverá a publicar las aventuras del personaje, luego del reciente crossover del personaje con la superheroína Wonder Woman.

### Películas
El primer proyecto para una película sobre Conan fue planeado por Edward Summer, que pensó realizar primero seis historias como parte de una serie, pero que al final no se realizaron. Creó además un guion junto a Roy Thomas, pero tampoco fue filmado. Más tarde, entre la creación de Oliver Stone, las ideas de John Milius y las nuevas historias creadas por los sucesores de Howard, como Lin Carter y L. S. de Camp, fue posible la producción de 1982 Conan el Bárbaro, protagonizada por Arnold Schwarzenegger.
En el comienzo de la película Conan es esclavizado por Thulsa Doom, un jefe militar que fue quien asesinó a sus padres y a todo su pueblo, y que más tarde se hace líder del culto al Dios Serpiente. Cuando es liberado, después de varios años, busca venganza junto al arquero Subotai y la ladrona Valeria (este personaje procedía del relato de Howard Clavos rojos, en el que era la contrapartida femenina de Conan), pero son contratados para liberar a una princesa que está cautiva precisamente por Thulsa Doom. El productor de la película fue Dino De Laurentiis y la música original fue de Basil Poledouris. En 1984 el mismo actor, Arnold Schwarzenegger, protagonizó la segunda parte, Conan el Destructor, que fue dirigida por Richard Fleischer. Hubo muchos rumores a finales de los años 1990 sobre otra película que se llamaría King Conan: Crown of Iron, pero la elección de Schwarzenegger como gobernador de California finalizó el proyecto.
En 2007 se empezó a barajar la idea de rodar una nueva película, pero sin la figura de Schwarzenegger en el papel de Conan. En agosto de 2007, Millennium Films adquirió los derechos y a principios de 2008 se confirmó la noticia, anunciando que habría una nueva película titulada simplemente Conan, prevista para 2011. El 11 de mayo de 2009 el sitio web Internet Movie Database anunció que el rodaje empezaría en Bulgaria el 24 de agosto de 2009 y que al año siguiente empezaría el rodaje de otra película situada en el mismo universo, Red Sonja. La película sobre Red Sonja está todavía en curso de producción, pero la de Conan fue estrenada en 2011. Estaba previsto al principio que esta última estuviera dirigida por Brett Ratner, pero poco después se anunció que los productores lo habían sustituido por Marcus Nispel. Sobre el actor se pensó en Kellan Lutz o Jared Padalecki, pero finalmente se eligió a Jason Momoa. Mientras la película estuvo en fase de preproducción el título previsto era, simplemente, Conan, a lo que se pasó más tarde a titularla Conan 3D, pero finalmente, en los primeros días de diciembre de 2010, cuando ya el rodaje estaba terminado, se decidió que la película se titularía Conan The Barbarian («Conan el Bárbaro»), como la película protagonizada por Arnold Schwarzenegger en 1982. Finalmente, en agosto de 2011, se estrenó la nueva versión de Conan el Bárbaro, dirigida por Marcus Nispel y protagonizada por Jason Momoa.

### Televisión
Tres son las series televisivas que han relatado historias sobre Conan:
- Conan el Aventurero: fue una popular serie de animación estadounidense producida por Jetlag Productions y Sunbow Productions, estrenada el 1 de octubre de 1992 llegando a los 64 episodios y concluyendo exactamente dos años después, el 1 de octubre de 1994.[30]
- Conan and the Young Warriors: fue una serie de animación emitida en 1994 durante 13 capítulos. DiC Entertainment la produjo y Columbia Broadcasting System la emitió como una secuela de Conan el aventurero. Continúa tras el final de la otra serie cuando Conan derrota a Wrath-Amon y su familia retorna a la vida después de que fueran convertidos en piedra.[31]
- Conan: The Adventurer: fue una serie de televisión emitida desde el 22 de septiembre de 1997 durante 22 episodios. Está protagonizada por el culturista alemán Ralf Moeller como actor principal y Danny Woodburn como Otli. La trama es bastante diferente de la historia de Howard, ya que por ejemplo Conan es miembro de un grupo de aventureros.[32]

### Juegos de rol
La primera licencia de explotación del personaje en el área de los juegos de rol fue cedida a la editorial estadounidense TSR, Inc. en 1984. Mientras se publicaba el juego, en 1984 aparecieron dos suplementos de Dungeons & Dragons para ser jugados con el sistema de juego de la edición titulada Advanced Dungeons & Dragons: Conan Unchained! y Conan Against Darkness!. Al año siguiente apareció Conan Role-Playing Game de TSR, Inc., con un sistema de juego concebido por Jeff Grubb y adaptado para la ocasión por David «Zeb» Cook. Para este juego se publicaron tres suplementos: Conan the Buccaneer, Conan the Mercenary y Conan Triumphant. Años más tarde, en 2007, Mark Krawec, miembro de la comunidad de jugadores de rol del sitio web RPGnet, retiró todo el material relacionado con la propiedad intelectual de Conan y su Era Hiboria y publicó gratuitamente las reglas de Conan Role-Playing Game bajo el título de ZeFRS (Zeb's Fantasy Roleplaying System, literalmente: «Sistema de Zeb para juegos de rol de fantasía»).
En 1988 Steve Jackson Games obtuvo también la licencia para su sistema de juego GURPS, con el que lanzó en ese mismo año una aventura en solitario titulada GURPS Conan: Beyond Thunder River. No fue hasta el año siguiente, en 1989, cuando el editor publicó su suplemento GURPS Conan. La editorial británica Mongoose Publishing publicó también su propio juego de rol bajo dos licencias, la Open Game License (para el sistema de juego) y la licencia de Conan Properties International (para los contenidos sobre Conan y las obras de Howard). Se trata de Conan: The Roleplaying Game, publicado por Mongoose por primera vez en enero de 2004. Publicó en el mismo año una reimpresión a la que tituló Atlantean Edition («edición atlántea», traducida al castellano en 2005) y en 2007 publicó una segunda edición, la última que hubo, nunca traducida al castellano.
En 2010, después de haber publicado numerosos suplementos para ambas ediciones de Conan: The Roleplaying Game, Mongoose Publishing abandonó la licencia de explotación. Ésta fue retomada cinco años más tarde, en 2015, por otra compañía británica: Modiphius Entertainment. Al año siguiente, tras un crowdfunding mediante Kickstarter llevado a cabo con éxito entre los meses de febrero y marzo de 2016, Modiphius procedió a publicar el que todavía es hoy en día el juego de rol oficial de Conan el Bárbaro, el juego Conan: Adventures in an Age Undreamed Of (literalmente Conan: Aventuras en una era inimaginable).

### Videojuegos
Siete videojuegos han sido lanzados basándose en Conan:
- En 1984, Datasoft lanzó Conan: Hall of Volta para las series de ordenadores Apple II, familia Atari de 8 bits y Commodore 64.[41]
- En 1989, Mindscape publicó para el sistema Nintendo Entertainment, Conan.
- En 1991, Mindscape lanzó Conan: The Mysteries of Time para el sistema Nintendo Entertainment. Fue una versión del juego Myth: History in the Making que, programado por System 3, fue rebautizado..
- En 1991, Virgin Interactive distribuyó el juego creado por Synergistic, Conan: The Cimmerian para Commodore Amiga y MS-DOS.[42]
- En 2004, TDK Mediactive publicó Conan, un juego en perspectiva de tercera persona desarrollado por Cauldron Software para Windows y videoconsolas.
- En 2007, THQ y Nihilistic lanzaron Conan, otro juego en perspectiva de tercera persona para PlayStation 3 y Xbox 360.
- En 2008, Funcom lanzó Age of Conan: Hyborian Adventures, un videojuego de rol multijugador masivo en línea creado por Funcom y que permite a los jugadores vivir en el mundo de Hiboria e incluso crear sus propias ciudades..
- En 2017, Funcom lanzó Conan Exiles, un videojuego de supervivencia en el que el personaje creado por el jugador es rescatado de la muerte por el mismísimo Conan, antes de comenzar su aventura por La Tierra del Exilio.

### Otros medios
- En 2006, aparecieron unas imágenes de cómics llamadas Conan Collectible Card Game que fueron diseñadas por Jason Robinette.
- En 2009, la compañía Fantasy Flight Games presentó un juego de mesa llamado Age of Conan sobre la guerra entre las naciones de la Era Hiboria.
- Hyborian War, es un juego por correo creado por Reality Simulations Inc. basado en la Era Hiboria.

## Derechos de autor
En España todas las obras de Robert E. Howard, incluyendo la novela y los relatos que protagoniza Conan, son de dominio público, ya que al fallecer en 1936 sus creaciones estuvieron protegidas hasta el 1 de enero de 2017. En los países en los que este periodo se reduce a setenta años, las obras de Howard entraron en el dominio público el 1 de enero de 2007. De esta forma, algunos autores y editoriales han republicado las historias de Conan, como Glénat o la campaña de mecenazgo "Conan vs. Cthulhu".
La página web australiana Proyecto Gutenberg, que posee una biblioteca de libros electrónicos gratuitos a partir de libros que ya existen físicamente, tiene muchas historias del autor, incluyendo algunas de Conan. Ellos indican que en su opinión las historias son libres de los derechos de autor y pueden ser usadas por cualquiera, al menos bajo la ley de Australia que lo permite tras cincuenta años de la muerte del autor.
Aunque las obras de su autor hayan caído en el dominio público en la mayor parte del mundo, "Conan" continúa siendo una marca registrada por Conan Properties International LLC (una filial de Cabinet Entertainment) en los Estados Unidos, lo que dificulta la publicación de material original que incluya el término "Conan". Conan Properties también ha reclamado los derechos de propiedad intelectual sobre "Conan" en otros países, sin importar que el personaje y sus historias hayan caído en el dominio público en dichos territorios.
En los Estados Unidos el nombre de Conan y otros protagonistas de las obras de Robert E. Howard fueron reclamados por Paradox Entertainment (actualmente Cabinet Entertainment) de Estocolmo (Suecia) a través de su subsidiaria en los Estados Unidos. Sin embargo, nadie renovó los derechos de autor y había cierta discusión sobre el estado de todas sus obras. En agosto de 2018, en una corte de Nueva York, el escultor español Ricardo Jove Sánchez fue condenado a pagar veintiún mil dólares a Conan Properties International LLC por infracción de propiedad intelectual. Sánchez usó los personajes del legado de Howard en una campaña de mecenazgo en Kickstarter que recaudó alrededor de $3000 dólares. En cumplimiento con la Copyright Term Extension Act de Estados Unidos (fecha de publicación más 95 años), las obras de Howard en las que aparece el personaje comenzarían a llegar a dominio público a partir del año 2028.